# Никарагуа на летних Олимпийских играх 2012
Никарагуа принимала участие в летних Олимпийских играх 2012 года, которые проходили в Лондоне (Великобритания) с 27 июля по 12 августа, где её представляли 6 спортсменов в четырёх видах спорта. На церемонии открытия Олимпийских игр флаг Никарагуа нёс боксёр Осмар Браво, а на церемонии закрытия — Рикардо Блас-младший.
На летних Олимпийских играх 2012 Никарагуа вновь не сумела завоевать свою первую олимпийскую медаль. Для Омара Нуньеса и Далии Торрес Заморы эти Олимпийские игры стали вторыми в карьере.

## Состав и результаты

### Бокс
Мужчины
| Соревнование | Спортсмены  | 1/16 финала             | 1/8 финала           | Четвертьфинал        | Полуфинал            | Финал                | Место |
| Соревнование | Спортсмены  | Соперник Результат      | Соперник Результат   | Соперник Результат   | Соперник Результат   | Соперник Результат   | Место |
| ------------ | ----------- | ----------------------- | -------------------- | -------------------- | -------------------- | -------------------- | ----- |
| до 81 кг     | Осмар Браво | MNEБ. Драшкович В 16:11 | UKRА. Гвоздик П 6:18 | Завершил выступление | Завершил выступление | Завершил выступление | 9     |

### Лёгкая атлетика
Мужчины
Беговые виды
| Соревнование | Спортсмены   | Отборочный раунд | Отборочный раунд | Отборочный раунд | Полуфинал            | Полуфинал            | Полуфинал            | Финал                | Финал                |
| Соревнование | Спортсмены   | Забег            | Результат        | Место            | Забег                | Результат            | Место                | Результат            | Место                |
| ------------ | ------------ | ---------------- | ---------------- | ---------------- | -------------------- | -------------------- | -------------------- | -------------------- | -------------------- |
| 800 метров   | Эдгар Кортес | 5                | 1:58,99          | 7                | Завершил выступление | Завершил выступление | Завершил выступление | Завершил выступление | Завершил выступление |

Женщины
Беговые виды
| Соревнование | Спортсмены            | Отборочный раунд | Отборочный раунд | Отборочный раунд | Полуфинал             | Полуфинал             | Полуфинал             | Финал                 | Финал                 |
| Соревнование | Спортсмены            | Забег            | Результат        | Место            | Забег                 | Результат             | Место                 | Результат             | Место                 |
| ------------ | --------------------- | ---------------- | ---------------- | ---------------- | --------------------- | --------------------- | --------------------- | --------------------- | --------------------- |
| 400 метров   | Ингрид Яхоска Нарваес | 2                | 59,55            | 6                | Завершила выступление | Завершила выступление | Завершила выступление | Завершила выступление | Завершила выступление |

### Плавание
Мужчины
| Соревнование              | Спортсмены  | Отборочный раунд | Отборочный раунд | Отборочный раунд | Полуфинал            | Полуфинал            | Полуфинал            | Финал                | Финал                | Итоговое место |
| Соревнование              | Спортсмены  | Заплыв           | Результат        | Место            | Заплыв               | Результат            | Место                | Результат            | Место                | Итоговое место |
| ------------------------- | ----------- | ---------------- | ---------------- | ---------------- | -------------------- | -------------------- | -------------------- | -------------------- | -------------------- | -------------- |
| 100 метров вольным стилем | Омар Нуньес | 2                | 57,11            | 7                | Завершил выступление | Завершил выступление | Завершил выступление | Завершил выступление | Завершил выступление | 51             |

Женщины
| Соревнование           | Спортсмены          | Отборочный раунд | Отборочный раунд | Отборочный раунд | Полуфинал             | Полуфинал             | Полуфинал             | Финал                 | Финал                 | Итоговое место |
| Соревнование           | Спортсмены          | Заплыв           | Результат        | Место            | Заплыв                | Результат             | Место                 | Результат             | Место                 | Итоговое место |
| ---------------------- | ------------------- | ---------------- | ---------------- | ---------------- | --------------------- | --------------------- | --------------------- | --------------------- | --------------------- | -------------- |
| 100 метров баттерфляем | Далия Торрес Замора | 2                | 1:05,42          | 7                | Завершила выступление | Завершила выступление | Завершила выступление | Завершила выступление | Завершила выступление | 39             |

### Тяжёлая атлетика
Женщины
| Соревнование | Спортсмены       | Рывок     | Рывок | Толчок    | Толчок | Всего | Место |
| Соревнование | Спортсмены       | Результат | Место | Результат | Место  | Всего | Место |
| ------------ | ---------------- | --------- | ----- | --------- | ------ | ----- | ----- |
| до 63 кг     | Лусия Кастаньеда | 79        | 9     | 97        | 10     | 176   | 9     |